# Tots besaven la núvia
Tots besaven la núvia (títol original: They All Kissed the Bride) és una comèdia screwball estatunidenca de 1942 dirigida per Alexander Hall i protagonitzada per Joan Crawford i Melvyn Douglas. Està doblada al català.
Crawford va assumir el paper principal després que Carole Lombard morís en un accident d'avió a principis de 1942. Crawford va donar tota la seva paga per aquesta pel·lícula a la Creu Roja Americana.

## Argument
Un executiu d'una empresa de camions s'enamora d'una noia.

## Repartiment
- Joan Crawford com Margaret "M.J." Drew
- Melvyn Douglas com Michael Holmes
- Roland Young com Marsh
- Billie Burke com Mrs. Drew
- Allen Jenkins com Johnny Johnson
- Andrew Tombes com Crane
- Helen Parrish com Vivian Drew
- Emory Parnell com Mahoney
- Mary Treen com Susie Johnson
- Nydia Westman com secretaria
- Ivan F. Simpson com Dr. Cassell
- Edward Gargan com policia

## Producció
They All Kissed the Bride estava pensada per ser protagonitzada per Carole Lombard, en una pel·lícula de seguiment de l'èxit Ser o no ser. No obstant això, Lombard va morir en un accident d'avió el 1942 després de sortir de Las Vegas quan tornava d'una gira de venda de bons. Louis B. Mayer de la MGM va acceptar cedir Crawford a Columbia, on el productor Edward Kaufman va haver de reelaborar el guió per adaptar-se a l'estil de comèdia de Crawford. De fet, Mayer poques vegades cedia estrelles de la talla de Crawford, no volia que altres estudis es beneficiïn de la màquina de fer estrelles de MGM. Crawford va insistir que Melvyn Douglas (amb qui havia aparegut a The Shining Hour de 1938 i A Woman's Face de 1941) formés parella amb ella.